# منجوان (زنگلان)
منجوان (ترکی آذربایجانی: Mincivan) یا میجناوان (ارمنی: Միջնավան) یک منطقهٔ مسکونی (قصبه) در شهرستان زنگلان جمهوری آذربایجان است که ۳۲۴ نفر جمعیت دارد.